# Lou Stathis
Louis J. Stathis (29 de septiembre de 1952-4 de mayo de 1997) fue un escritor, crítico y editor estadounidense, especializado en el campo de la fantasía y la ciencia ficción. Durante los últimos cuatro años de su vida fue editor para la línea Vertigo, de DC Comics, incluyendo títulos como Hellblazer, Predicador, la Patrulla Condenada, Industrial Gothic, The System y Dhampire.

## Obra
Stathis fue columnista y editor de Heavy Metal y columnista para la revista Fantastic, de Ted White; durante los últimos años 1970 y primeros 1980 también escribió una columna mensual sobre música contemporánea para la revista Gallery. Trabajó como editor para Ace Books, High Times y la revista Reflex.
En 1989, Stathis escribió The Venus Interface, una novela gráfica para Heavy Metal con portada de Olivia De Berardinis y dibujos de Jim Fletcher, Rick Geary, Peter Kuper, Mark Pacella, Kenneth Smith, Arthur Suydam y Michael Uman. Stathis también colaboró con Matt Howarth en Das Loot, publicada por Aeon en 1994.
Stathis adoptó una aproximación prismática hacia la escritura y la edición, prestando especial atención a los vínculos con la cultura popular:
Veo conexiones entre todas las formas vitales de arte popular. Todo está en la mezcla, y erigir barreras entre, por ejemplo, comics y música, ignorar el ruido de cualquier parte del sistema, es contra productivo y simplemente estúpido. Muchos artistas y escritores que conozco escuchan y se inspiran en música mientras trabajan; muchos de los músicos que conozco leen comics y se motivan con la imaginería. Se produce una conversación intensa y transcultural, y todo lo que tienes que hacer para escucharla es dejar de escuchar selectivamente.Mientras trabajaba como editor en DC Comics, Stathis empezó a tener dolores de cabeza que le impedían trabajar. Murió por un fallo respiratorio diez meses después de que se le diagnosticara un tumor cerebral.

## Premios
En junio de 1997, recibió un premio especial de la International Horror Guild.